# Sorokina (champignon)
Pour les articles homonymes, voir Sorokina.
Genre
Sorokina est un genre de champignons ascomycètes de la famille des Dermateaceae.

## Liste d'espèces
Selon Catalogue of Life (5 août 2017) et Index Fungorum (5 août 2017) :
- Sorokina blasteniospora Rehm 1900
- Sorokina bogoriensis Henn. & E. Nyman 1899
- Sorokina caeruleogrisea Spooner, Læssøe & Lodge 1998
- Sorokina frondicola Joanne E. Taylor, K.D. Hyde & E.B.G. Jones 2003
- Sorokina insignis Penz. & Sacc. 1902
- Sorokina microspora (Berk.) Sacc. 1892
- Sorokina tjibodensis Henn. & E. Nyman 1899
- Sorokina uleana Rehm 1900